# Paradise (establiment)
Paradise és un bordell situat a la Jonquera, proper a la frontera amb l'Estat francès. Ocupant un espai de 2.700 metres quadrats i disposant de 80 habitacions, és considerat un dels majors prostíbuls d'Europa, arribant a albergar fins a 350 treballadores sexuals a l'estiu.
Disposa de dues sales de les quals una és per a clients VIP. La majoria dels clients de l'establiment són francesos que creuen la frontera a causa de l'estatut legal de la prostitució a França. Al moment de l'obertura del club, es va reportar que la majoria de les treballadores procedien de l'Est d'Europa o de Sud-amèrica.

## Història
El Paradise va ser inaugurat oficialment el dijous 21 d'octubre del 2010, després d'una sentència favorable a la seva obertura en una nau industrial del Tribunal Superior de Justícia de Catalunya. Va ser fundat per l'empresari d'origen andalús José Moreno, el qual havia estat detingut diverses vegades en anys anteriors per delictes relacionats amb la prostitució. Pocs dies després de la seva obertura, diverses treballadores sexuals d'origen brasiler van ser detingudes per incomplir la Llei d'Estrangeria. El març del 2012, el propietari del Paradise va ser condemnat a tres anys de presó per afavorir la immigració clandestina de dones per a treballar al seu establiment. Després de recórrer la sentència, va ser posteriorment absolt el 2014. Al juliol de 2015, José Moreno va ser, de nou, detingut provisionalment, en haver estat acusat de frau fiscal, incloent la tinença de caixers automàtics il·legals dins del local dels quals la policia en va requisar fins a sis.
L'abril del 2012, un dels clients de l'establiment va morir per una aturada cardiorespiratòria després d'haver colpejat una treballadora i ser reduït per la seguretat del club. A l'octubre d'aquell any, el bordell va patir, juntament amb altres clubs de contactes de la zona de l'Alt Empordà, una batuda policial massiva. El juliol del 2013, set persones van ser detingudes al Paradise, acusades d'haver explotat sexualment una dona amb discapacitat intel·lectual en diversos punts de la localitat. El 2016 el Paradise va patir un incendi en una de les seves terrasses, fet que va obligar a desallotjar-lo temporalment. Al desembre de 2017 el club va aparèixer ressenyat a El programa de Ana Rosa. El novembre del 2018 hi va haver un nou registre policial als clubs de la Jonquera, que va afectar de nou el Paradise. El juliol del 2019, un jove bielorús desaparegut a la platja de Roses va ser trobat al prostíbul. El novembre d'aquell any, un bloqueig fronterer per part de Tsunami Democràtic va deixar el club sense clients durant un dia i una nit.
El març del 2020, José Moreno va presentar un ERTE a causa de la crisi del coronavirus que va afectar cambrers, cuiners, netejadors i personal de manteniment; no així a les treballadores sexuals del local, les quals no van poder acollir-s'hi per no reconèixer-se una relació laboral existent entre elles i l'establiment. Moreno va afirmar que la majoria de les treballadores havien tornat als països d'origen. El Paradise va reobrir a l'octubre de 2021 amb la finalitat de les restriccions a l'oci nocturn imposades per la pandèmia.
El 2022 el Paradise va ser acusat formalment de l'impagament de més de 111 milions d'euros en quotes tributàries no ingressades, IVA, impostos sobre societats i IRPF, incloent-hi l'evasió fiscal directa de 21,6 milions per part del propietari, José Moreno. El desembre d'aquell any, un client va ser detingut per un altercat i per gairebé atropellar dos agents dels Mossos d'Esquadra.

### Atacs amb bombes
El Paradise va ser notícia mitjans de comunicació de masses arran dels atemptats amb artefactes explosius ocorreguts al desembre de 2012. El primer va tenir lloc el 12 de desembre a les 6.00 h. Dos motoristes encaputxats van llençar dos explosius contra l'establiment, un davant del magatzem i un altre a la porta principal d'accés al bordell. El primer va explotar, causant danys, però el segon no ho va fer en fallar el detonador.
El segon va tenir lloc a les 19.00 h del 23 de desembre. Quatre persones vestides amb passamuntanyes i fusells d'assalt van deixar un cotxe davant la porta del local i van cridar que al seu interior hi havia una bomba. Tot seguit van fugir amb un altre vehicle. La policia va confirmar que al cotxe hi havia dues bombones de butà amb una càrrega de TNT i pentrita. De nou va fallar el detonador. L'últim atemptat va tenir lloc la nit de cap d'any del 2012. Aquella nit, els Mossos d'Esquadra van rebre una trucada avisant que hi havia una bomba dins de l'establiment que explotaria a mitjanit. Després d'evacuar gairebé 1.000 persones i inspeccionar el local, van concloure que havia estat una falsa alarma per atemorir el propietari del bordell.
Aquests atacs van portar a protegir temporalment el prostíbul a principis del 2013 (amb certa polèmica entre els cossos policials involucrats) i, posteriorment, a la detenció de set persones a les províncies de Barcelona i Girona al novembre de 2013. El desembre del 2017 un dels acusats pels atacs, Xavier Jaume Peña «El Gordo» (suposat capitost dels imputats), va ser assassinat en explotar una bomba adossada al seu cotxe a Viladecans. Es va especular amb el fet que la seva mort podria ser deguda a una venjança amb algun dels seus múltiples enemics, entre ells, els amos del prostíbul. Els altres sis acusats van ser absolts al maig de 2022.

## Condicions laborals
A l'obertura del Paradise a l'octubre del 2010, Esperança Padilla, una reportera del Diari de Girona, es va presentar a treballar, camuflant-se com una prostituta amb un acompanyant fent el paper de client, per a investigar les condicions de l'establiment. Va trobar que el local tenia clientes femenines, a més de clients, i es va queixar que ningú no li havia mostrat on era el botó d'alarma (per utilitzar en cas d'agressió violenta), ni li havien facilitat preservatius, puntualitzant que aquests són de pagament. La periodista va relatar que, a canvi de 70 euros per nit, el club proporcionava a les treballadores tres àpats, un armari amb pany i un llit de matrimoni compartit amb una altra noia per a dormir-hi. En aquell moment, el preu mínim establert pel bordell per a un servei de mitja hora era de 55 euros, incloent-hi una taxa d'electricitat de 5 euros que les treballadores sexuals havia d'abonar.
Les prostitutes, segons el seu relat, també havien de pagar si volen fer ús del jacuzzi, si volen llençols especials per anar a la suite, o si es demoraven a l'habitació una vegada el client havia acabat. En cas d'un servei especial (com sortir a una casa particular per 1.000 euros), el club es quedaria amb aproximadament el 30% de l'import. A més de tot això, va relatar que al club hi havia perruqueria, botiga de roba i de joguines sexuals, tot de pagament. Segons el relat, està prohibit que el personal laboral del club contracti prostitutes, i aquestes han d'aparèixer al club cada dia pels quals hagin abonat la seva plaça laboral, o la perdran. Tenen un dia lliure per setmana. La feina dura des de les 17.00 fins a les 5:00 h.
L'abril del 2013, Paradise va ser multat per l'Agència espanyola de protecció de dades per tenir dues càmeres de videovigilància al vestidor de les prostitutes, cosa que constitueix una infracció greu d'invasió a la intimitat. Essent el bordell més gran de Catalunya, i un dels més grans d'Europa, Paradise ha estat criticat de forma recurrent, sobretot per feministes abolicionistes de la prostitució. La cineasta Mabel Lozano va obrir el 2012 una petició a Change.org dirigida al conseller d'Interior català perquè tanqués l'establiment, petició que va reunir més de 80.000 signatures. El club també va ser criticat en la seva obertura per l'aleshores candidat a la presidència de la Generalitat de Catalunya Artur Mas.